# Darżewo (Gryfice)
Pour les articles homonymes, voir Darżewo.
Darżewo est une localité polonaise de la gmina rurale de Brojce, située dans le powiat de Gryfice en voïvodie de Poméranie-Occidentale. Elle se situe à environ 12 km au nord-est de la ville de Gryfice et 80 km au nord-est  de la capitale régionale Szczecin.

## Géographie

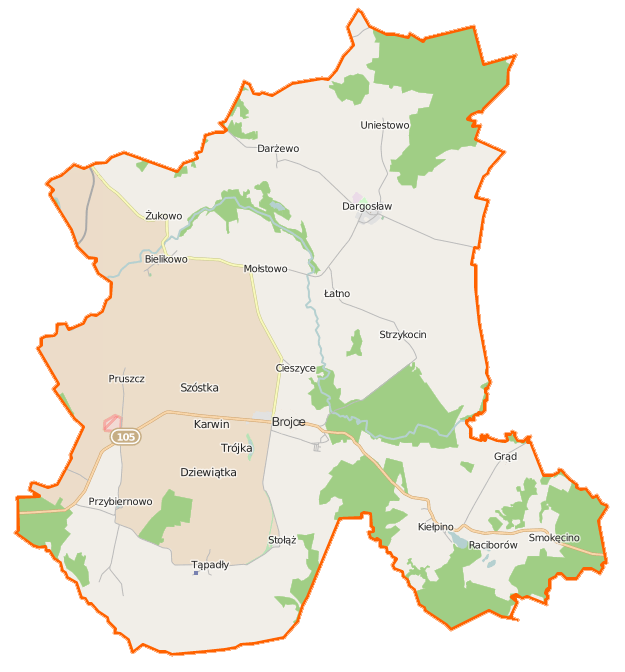
Carte de la gmina de Brojce.

## Histoire
De 1637 à 1945, Darsow fait partie de l'arrondissement de Greifenberg-en-Poméranie au sein de la province de Poméranie.